# Bandera de Pardines
La bandera oficial de Pardines té la següent descripció:
Bandera apaïsada, de proporcions dos d'alt per tres de llarg, groga, amb quatre faixes vermelles, i el primer terç vertical verd fosc acabat en mitja, una i mitja ones i carregat amb el llunell i l'estrella blancs de l'escut, al centre, de proporcions 1/4 de la llargària del drap.
Va ser aprovada el 25 de maig de 2006 i publicada en el DOGC el 7 de juny del mateix any dins el número 5895.